# 4083 Jody
4083 Jody је астероид главног астероидног појаса чија средња удаљеност од Сунца износи 2,597 астрономских јединица (АЈ).
Апсолутна магнитуда астероида је 13,0.